# Charles Allan Smart
Pour les articles homonymes, voir Smart (homonymie).
Charles Allan Smart (23 mars 1868 - 4 juin 1937 ) est un homme politique québécois, né à Montréal. Il a été député de la circonscription de Westmount à l'Assemblée législative du Québec de 1912 à 1936, sous la bannière du Parti conservateur du Québec.
Avant de commencer sa carrière politique, Smart fait carrière dans l'armée canadienne, à titre d'officier de cavalerie. Il devient réserviste en 1910. Il reprend du service actif en 1914 et commande des camps d'entraînement en Ontario et en Grande-Bretagne. Au moment de sa démobilisation, il a le grade de brigadier-général.
Élu pour la première fois en 1912, Smart est réélu à six reprises. Lors de la course à la chefferie du Parti conservateur en 1933, il prend parti pour Maurice Duplessis.Il ne se représente pas à l'élection de 1936 et est nommé conseiller législatif pour Inkerman le 18 mai 1937. Il meurt le 4 juin 1937, avant d'avoir siégé.